# El Bordell
El Bordell es una obra de los dramaturgos Lluïsa Cunillé y Xavier Albertí en el Teatre Lliure.
Entre el elenco destacan los actores Chantal Aimée, Mercè Arànega, Jordi Banacolocha, Jordi Dauder, Rubèn de Eguia, Enric Majó y Jordi Serrat en los papeles de un militar, un banquero, un político travestido, la madame de un prostíbulo y el mejor y más antiguo cliente del lupanar, un elegante caballero que se autodenomina el rey de España. 
La pieza ofrece una mirada llena de metáforas a la Transición Española y se desarrolla la noche del 25 aniversario de la intentona golpista del 23-F.

## Sinopsis
Narra la historia en un burdel español fronterizo en Francia, 25 años después del golpe de Estado del 23-F. El punto de partida de la obra es la noche que se ha producido el golpe de Estado en España, cuando un militar, un banquero y un político se encuentran, por motivos diferentes, en un burdel cerca de Francia y deciden comprarlo. 
Pasan 25 años y la historia se centra en una noche lluviosa en la que los tres personajes celebran que ha pasado el tiempo y la compra del local.
El cliente más fiel y más antiguo es un personaje que se hace llamar rey de España. Otro de los personajes importantes es uno de los socios que empieza a transvertir con vestidos de su mujer muerta. La hija de este hombre, recibe una llamada de la madame del burdel, y descubre que su padre, al que había dado por muerto hace 25 años, está vivo.